# V478 Большой Медведицы
V478 Большой Медведицы (лат. V478 Ursae Majoris) — двойная затменная переменная звезда типа W Большой Медведицы (EW) в созвездии Большой Медведицы на расстоянии приблизительно 1907 световых лет (около 585 парсеков) от Солнца. Видимая звёздная величина звезды — от +13,25m до +12,7m. Орбитальный период — около 0,3832 суток (9,1956 часов).